# Stazione di Quero-Vas
Stazione di Quero-Vas vasútállomás Olaszországban, Veneto régióban, Quero-Vas településen.

## Vasútvonalak
Az állomást az alábbi vasútvonalak érintik:
- Calalzo–Padova-vasútvonal

## Kapcsolódó állomások
A vasútállomáshoz az alábbi állomások vannak a legközelebb: 
- Stazione di Feltre
- Stazione di Alano-Fener-Valdobbiadene